# Opavská okresní soutěž mužů 2006/2007
Sezóna 2006/2007 Opavského okresního přeboru mužů v ledním hokeji.

## Účastníci
- Slavia Malé Hoštice B
- HC Kozel Těškovice
- HC Lipina Markvartovice
- HC Hať
- HC Bijci Opava
- SK HC Prajz Hlučín
- HC Jelen Kyjovice
- HC Tygři Opava

## Konečná tabulka
| pořadí | Tým                     | zápasy | výhry | remízy | prohry | score    | body |
| ------ | ----------------------- | ------ | ----- | ------ | ------ | -------- | ---- |
| 1.     | Slavia Malé Hoštice B   | 21     | 20    | 1      | 1      | 158 : 45 | 39   |
| 2.     | HC Kozel Těškovice      | 21     | 1     | 2      | 5      | 126 : 85 | 30   |
| 3.     | HC Lipina Markvartovice | 21     | 13    | 3      | 6      | 131 : 60 | 29   |
| 4.     | HC Hať                  | 21     | 12    | 3      | 6      | 92 : 89  | 27   |
| 5.     | HC Bijci Opava          | 21     | 9     | 2      | 10     | 112 : 92 | 20   |
| 6.     | SK HC Prajz Hlučín      | 21     | 6     | 0      | 15     | 68 : 111 | 12   |
| 7.     | HC Jelen Kyjovice       | 21     | 3     | 3      | 15     | 57 : 169 | 9    |
| 8.     | HC Tygři Opava          | 21     | 1     | 0      | 20     | 48 : 141 | 2    |